# Giải vô địch bóng đá thế giới các câu lạc bộ
Cúp bóng đá thế giới các câu lạc bộ (tiếng Anh: FIFA Club World Cup), trước đây được gọi là FIFA Club World Championship (Giải vô địch bóng đá thế giới các câu lạc bộ), là một giải đấu bóng đá nam quốc tế được tổ chức bởi Liên đoàn bóng đá thế giới (FIFA), cơ quan quản lý bóng đá toàn cầu, quy tụ các câu lạc bộ vô địch từ các châu lục (châu Âu, châu Á, châu Phi, Nam Mỹ, Bắc Trung Mỹ, châu Đại Dương) cùng với đội chủ nhà.
Giải đấu lần đầu tiên được tổ chức tại Brasil vào năm 2000, và được thi đấu song song với Cúp Liên lục địa (hay còn được biết đến với tên gọi Cúp châu Âu/Nam Mỹ) – một giải đấu được đồng tổ chức bởi Liên đoàn bóng đá châu Âu (UEFA) và Liên đoàn bóng đá Nam Mỹ (CONMEBOL) dành cho đội vô địch UEFA Champions League và Copa Libertadores. Trong các năm 2001 tới 2004, giải đấu không được tổ chức vì nhiều nguyên nhân, mà chủ yếu là do sự sụp đổ của đối tác tiếp thị của FIFA là International Sport and Leisure. Năm 2005, Cúp Liên lục địa được hợp nhất vào FIFA Club World Championship; cũng từ đây giải được tổ chức hàng năm, và sau đó lấy tên là FIFA Club World Cup kể từ năm 2006.
Sau giải đấu năm 2023, FIFA Club World Cup được cải tiến để trở thành giải đấu với chu kỳ 4 năm 1 lần, bắt đầu từ năm 2025. Thể thức mới bao gồm 32 câu lạc bộ thi đấu tại một nước chủ nhà, với 12 đội châu Âu, 6 đội Nam Mỹ, 4 đội châu Á, 4 đội châu Phi, 4 đội Bắc, Trung Mỹ và Caribe, 1 đội châu Đại Dương, và 1 đội đại diện quốc gia chủ nhà. Các đội được chia thành tám bảng 4 đội, thi đấu ba trận trong bảng để chọn hai đội đứng đầu vào vòng đấu loại trực tiếp, từ vòng 16 đội cho đến trận chung kết.
Đương kim vô địch của giải đấu là câu lạc bộ Chelsea của Anh, sau khi đã đánh bại câu lạc bộ Paris Saint-Germain của Pháp với tỉ số 3–0 ở chung kết giải đấu năm 2025. Đây là lần thứ hai mà câu lạc bộ Chelsea trở thành nhà vô địch của giải đấu. Đồng thời cũng trở thành đội đầu tiên vô địch theo thể thức mới.

## Lịch sử

### Giai đoạn mới thành lập giải và bị hoãn (2000 – 2004)
Kế hoạch tổ chức FIFA Club World Cup đã được vạch ra từ nhiều năm trước. Theo cựu chủ tịch FIFA Sepp Blatter, ý tưởng thành lập giải đấu được trình bày với Ủy ban điều hành FIFA vào tháng 12/1993 bởi chủ tịch A.C.Milan Silvio Berlusconi tại Las Vegas .
Khi các giải đấu cấp CLB ở các Liên đoàn được hình thành và phát triển ổn định, FIFA nảy ra ý định tổ chức giải đấu Club World Championship. Vào ngày 3/9/1997, Brasil được chọn làm nước chủ nhà của giải đấu dự kiến được diễn ra vào năm 1999. Ban đầu giải đấu có kế hoạch tổ chức vào năm 1999 khi chọn ra các nhà vô địch của năm 1998 tranh tài nhưng giải bị hoãn một năm. Sau đó giải có sự tham gia của các câu lạc bộ là Sport Club Corinthians Paulistat, Vasco da Gama (Brasil), Manchester United (Anh), Necaxa (Mexico), Raja Casablanca (Maroc), Real Madrid (Tây Ban Nha), Al-Nassr (Ả Rập Xê Út) và South Melbourne (Australia).
Ở phiên bản tiếp theo được dự kiến tổ chức vào mùa hè 2001 tại Tây Ban Nha, có 12 CLB tham dự và được bốc thăm vào tháng 3/2001 tại La Coruna. Tuy nhiên vào ngày 18/5/2001, do có nhiều yếu tố tác động, chủ yếu là do sự sụp đổ của đối tác FIFA là International Sport and Leisure. Các đội tham dự giải đấu năm 2001 được FIFA bồi thường 750.000 USD và LĐBĐ Tây Ban Nha cũng nhận được 1 triệu USD tiền bồi thường.
Sau cúp liên lục địa cuối cùng vào năm 2004, FIFA Club World Championship được tái khởi động lại và giải tiếp theo được diễn ra tại Nhật Bản vào năm 2005.

### Thể thức loại trực tiếp (2005 – 2023)
Ở giải đấu năm 2005, thời gian thi đấu tại giải được rút ngắn lại so với giải đấu trước và chỉ có 6 đội vô địch từ các Liên đoàn tham dự. Đại diện đến từ UEFA và CONMEBOL được đặt cách vào bán kết của giải. São Paulo là nhà vô địch của giải khi đánh bại Liverpool 1–0 trong trận chung kết, tiền vệ Mineiro cũng là cầu thủ đầu tiên ghi bàn trong một trận chung kết của FIFA Club World Cup.

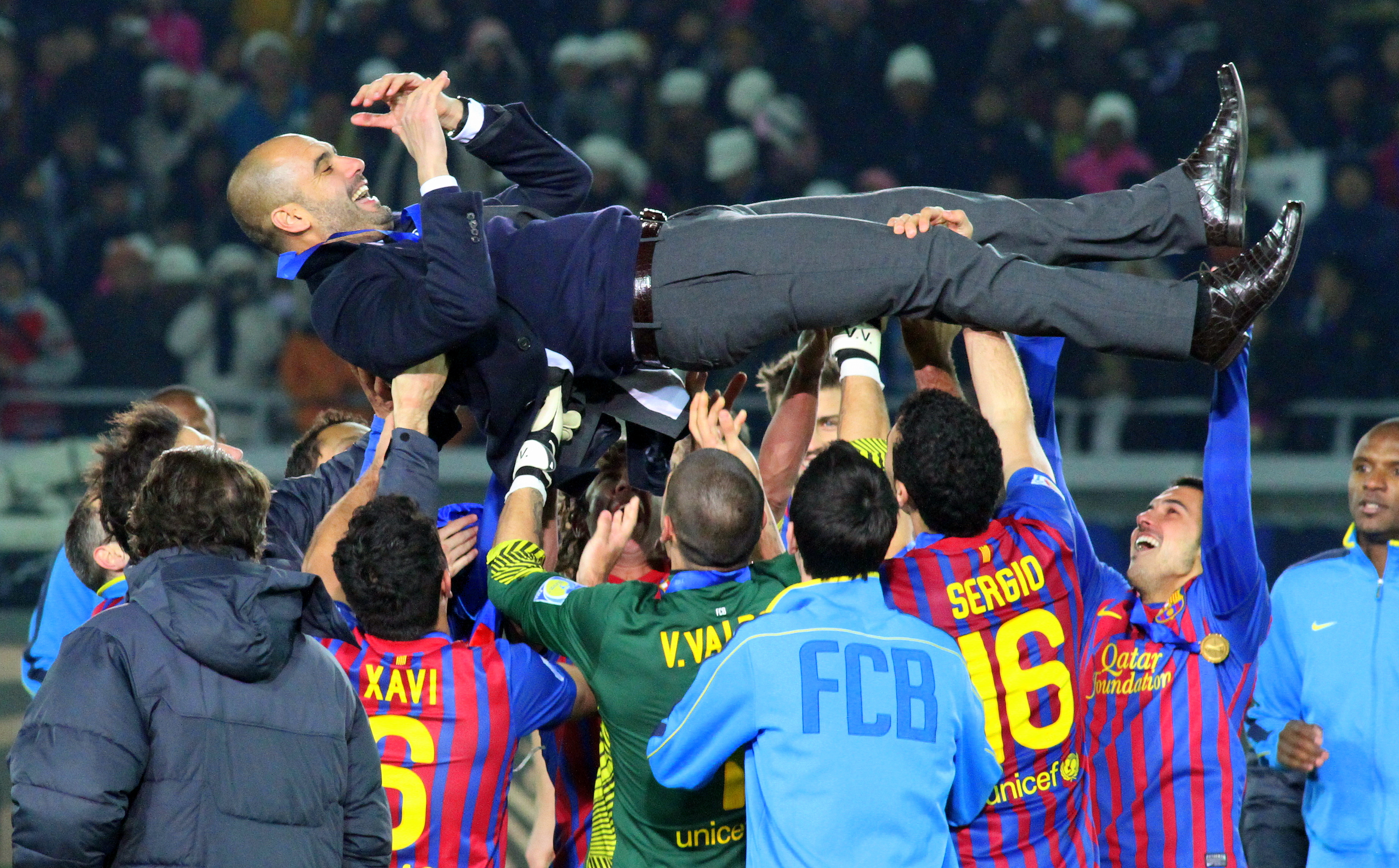
Pep Guardiola được tung hô sau khi Barcelona giành chức vô địch FIFA Club World Cup 2011, đè bẹp Santos 4–0 trong trận chung kết.

Tại Giải vô địch bóng đá thế giới các câu lạc bộ 2006, giải đấu đầu tiên có 7 đội tham gia khi nước chủ nhà của giải có một đại diện tham dự. Urawa Red Diamonds, nhà vô địch AFC Champions League 2006 cũng là đội bóng đến từ nước chủ nhà Nhật Bản nên đội á quân Sepahan của Iran là đại diện đến từ châu Á tham dự giải.
Đến năm 2010, đội bóng ngoài châu Âu và Nam Mỹ đầu tiên lọt vào chung kết FIFA Club World Cup là TP Mazembe của CHDC Congo. Đội bóng châu Phi đánh bại Internacional của Brasil trong trận bán kết để đi vào lịch sử của giải đấu khi là đội bóng châu Phi đầu tiên góp mặt tại trận chung kết của giải. Tuy nhiên đội đã nhận thất bại dễ dàng 0-3 trước Inter Milan trong trận chung kết.

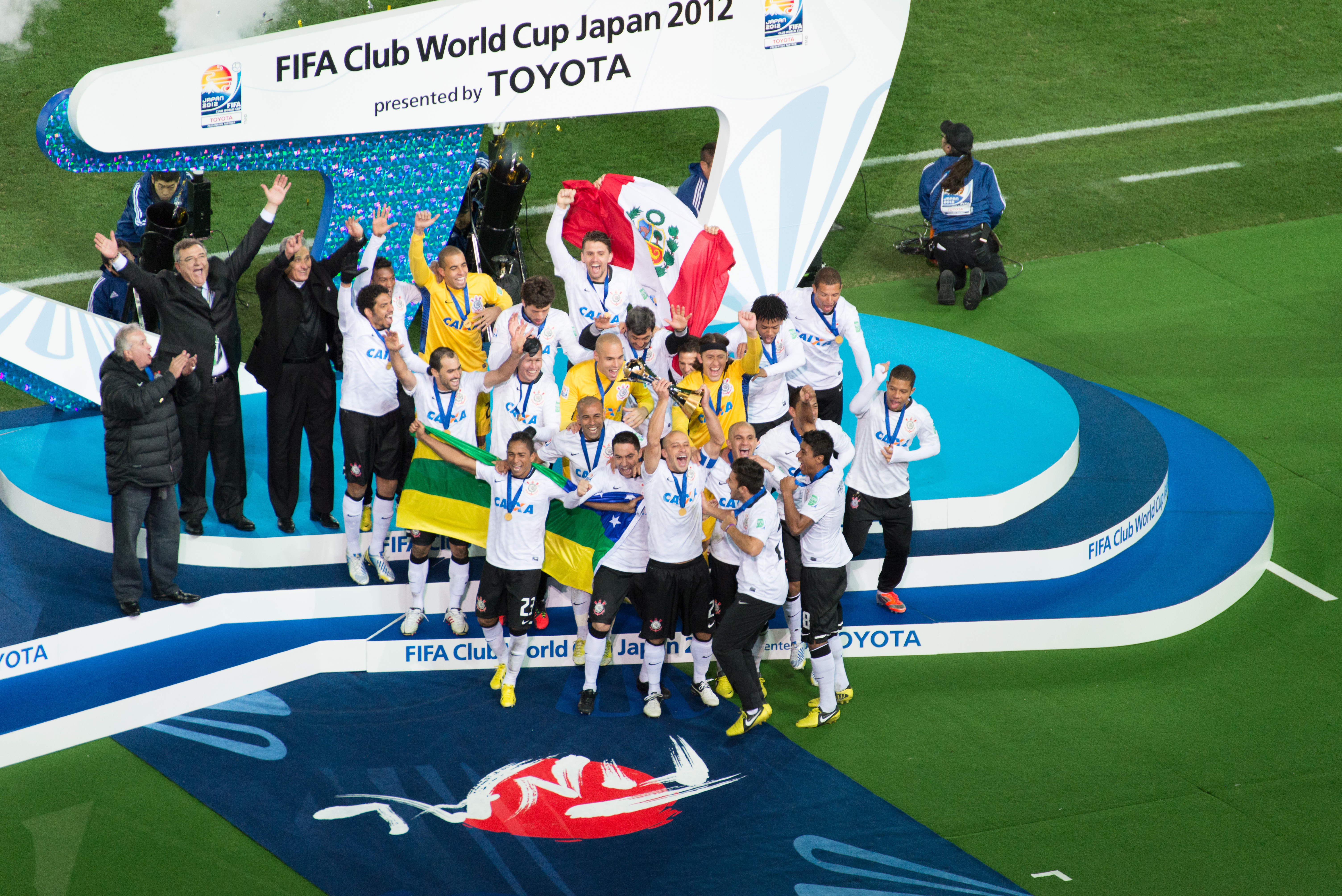
Corinthians giành danh hiệu thế giới thứ hai sau khi đánh bại Chelsea 1–0 trong trận chung kết, kết thúc một năm chứng kiến họ bất bại trong các trận đấu quốc tế với chỉ bốn bàn thua.

Tại giải đấu năm 2013, chủ nhà Raja Casablanca của Maroc tiến một mạch đến trận chung kết kể từ vòng đầu tiên gặp Auckland City của New Zealand. Họ trở thành đội bóng châu Phi thứ 2 tiến đến trận chung kết giải đấu khi đánh bại Atlético Mineiro của Brasil ở bán kết. Raja Casablanca là đội chủ nhà thứ 2 trong lịch sử giải đấu góp mặt ở trận chung kết và họ chịu thất bại trước Bayern Munich bởi đẳng cấp quá chênh lệch giữa hai đội.
Năm 2016, một đội chủ nhà khác đi vào lịch sử của giải khi Kashima Antlers trở thành đội bóng châu Á đầu tiên thi đấu trận chung kết FIFA Club World Cup. Thậm chí, đại diện của J1 League suýt gây sốc khi dẫn trước Real Madrid 2–1 ở đầu hiệp 2 trước khi trận đấu kéo dài thêm hai hiệp phụ và để thua ngược 2–4 với cú Hat-trick của Cristiano Ronaldo. Mặc dù vậy, đội bóng của Nhật Bản vẫn để lại ấn tượng khi suýt trở thành đội đầu tiên ngoài châu Âu và Nam Mỹ từng vô địch giải đấu.
Năm 2018, Al-Ain của nước chủ nhà Các Tiểu Vương quốc Ả rập Thống Nhất trở thành đội bóng châu Á thứ hai giành quyền chơi một trận chung kết FIFA Club World Cup. Bị đánh giá thấp hơn Real Madrid, không bất ngờ khi đội đã nhận thất bại với tỉ số 1–4.
Năm 2019, Liverpool giành chiến thắng chung cuộc 1–0 sau hiệp phụ trước Flamengo của Brasil qua đó giành chức vô địch FIFA Club World Cup lần đầu tiên.
Năm 2020, Bayern Munich giành cúp vô địch lần thứ 2 sau năm 2013 khi đánh bại Tigres UANL của Mexico với tỷ số 1–0 trong trận chung kết.
Năm 2021, giải đấu được tổ chức tại Các Tiểu Vương quốc Ả rập Thống Nhất. Chelsea giành chức vô địch FIFA Club World Cup đầu tiên khi thắng 2–1 trước Palmeiras của Brasil sau 120 phút trong trận chung kết.
Năm 2022, giải đấu được tổ chức tại Maroc. Real Madrid giành chức vô địch FIFA Club World Cup lần thứ 5 khi thắng 5–3 trước Al Hilal của Ả Rập Xê Út trong trận chung kết.
Năm 2023, giải đấu được tổ chức tại Ả Rập Xê Út. Manchester City giành chức vô địch FIFA Club World Cup đầu tiên khi có chiến thắng dễ dàng 4–0 trước Fluminense của Brasil trong trận chung kết.

### Mở rộng số đội tham dự (kể từ năm 2021)
Vào cuối năm 2016, Chủ tịch FIFA Gianni Infantino đã đề nghị mở rộng giải vô địch bóng đá thế giới các câu lạc bộ thành 32 đội bắt đầu vào năm 2019 và diễn ra vào mùa hè để giải đấu hấp dẫn hơn và cân bằng trình độ các đội tham gia, nhằm thu hút các nhà tài trợ cũng như tăng bản quyền truyền hình. Vào cuối năm 2017, FIFA đã thảo luận các đề xuất để mở rộng giải đấu tới 24 đội và diễn ra bốn năm một lần vào năm 2021, thay thế cho FIFA Confederations Cup.
Ngày 15 tháng 3 năm 2019, định dạng và lịch thi đấu mới của giải đấu đã được thông qua tại cuộc họp của Hội đồng FIFA tại Miami, Florida, Hoa Kỳ. Vì theo lịch thi đấu quốc tế FIFA, khoảng thời gian từ ngày 31 tháng 5 đến ngày 8 tháng 6 năm 2021 sẽ dành cho vòng loại FIFA World Cup 2022 và Chung kết UEFA Nations League 2021, giải đấu sẽ diễn ra từ ngày 17 tháng 6 đến ngày 4 tháng 7, thay thế cho FIFA Confederations Cup 2021. Cúp bóng đá châu Phi năm 2021 và Cúp vàng CONCACAF 2021 sau đó sẽ được phân bố thời gian thi đấu từ ngày 5 đến ngày 31 tháng 7 năm 2021 trong Lịch thi đấu quốc tế FIFA.
Vào tối 16-12, Chủ tịch FIFA Gianni Infantino cũng cho biết giải đấu sẽ không diễn ra hằng năm như hiện tại, mà sẽ được tổ chức 4 năm/lần.
"Đó sẽ là kỳ FIFA Club World Cup của 32 đội, 4 năm/lần và là lần đầu tiên nó sẽ diễn ra vào mùa hè. Đó sẽ là vào năm 2025. Những đội bóng mạnh nhất thế giới sẽ được mời để tham dự", ông Infantino phát biểu.
Tại Giải vô địch bóng đá thế giới các câu lạc bộ 2025 (FIFA CLUB World Cup 2025), câu lạc bộ Chelsea của Anh đã đánh bại câu lạc bộ Paris Saint-Germain của Pháp với tỉ số 3–0 trong trận chung kết, qua đó trở thành đội bóng đầu tiên vô địch giải vô địch bóng đá thế giới các câu lạc bộ phiên bản mới.

## Thể thức thi đấu
Thể thức hiện tại của giải đấu bao gồm 7 đội tham dự diễn ra trong 2 tuần ở 1 nước chủ nhà; đội vô địch của AFC Champions League (châu Á), CAF Champions League (châu Phi), CONCACAF Champions League (Bắc Mỹ), CONMEBOL Copa Libertadores (Nam Mỹ), OFC Champions League (châu Đại Dương) và UEFA Champions League (châu Âu) năm đó, cùng với đội vô địch quốc gia của nước chủ nhà, tham dự giải đấu theo thể thức loại trực tiếp. Đội vô địch quốc gia của nước chủ nhà sẽ gặp đội vô địch OFC Champions League đại diện của châu Đại Dương trong 1 trận play-off; đội giành chiến thắng sẽ cùng với các đội vô địch châu Á, châu Phi và Bắc Mỹ tham dự vòng tứ kết. Các đội thắng ở tứ kết sẽ gặp các đội vô địch châu Âu và Nam Mỹ, những đội được vào thẳng bán kết. Hai đội thua ở tứ kết sẽ đá trận tranh hạng 5, hai đội thua ở bán kết đá trận tranh hạng 3 và trận đấu cuối cùng của giải là trận chung kết giữa hai đội giành chiến thắng ở vòng bán kết.
Kể từ mùa giải 2025, thể thức thi đấu có sự thay đổi lớn. Giải sẽ chuyển sang thi đấu vào mùa hè, theo chu kỳ 4 năm một lần và tăng số đội tham dự lên 32 đội. Giải cũng sẽ được bổ sung thêm vòng bảng, với 8 bảng 4 đội, thi đấu vòng tròn 1 lượt chọn đội nhất và nhì bảng vào vòng 16 đội

## Bảng thành tích
Tính tới năm 2025, FIFA Club World Cup đã có 12 câu lạc bộ vô địch khác nhau. Real Madrid (Tây Ban Nha) là đội thành công nhất với 5 chức vô địch. Các nhà vô địch khác bao gồm Barcelona (Tây Ban Nha); Bayern München (Đức); AC Milan và Inter Milan (Ý); Manchester City, Liverpool và Chelsea (Anh); Corinthians, São Paulo và Internacional (Brasil). La Liga là giải vô địch quốc gia thành công nhất với 8 chức vô địch, trong đó Barcelona có 4 lần vào chung kết và Real Madrid nắm kỉ lục nhiều nhất với 5 trận chung kết toàn thắng.

### Các trận chung kết, tranh hạng ba
| dagger | Trận đấu được quyết định bằng hiệp phụ | Trận đấu được quyết định bằng hiệp phụ | Trận đấu được quyết định bằng hiệp phụ | ‡ | Trận đấu được quyết định bằng sút luân lưu | Trận đấu được quyết định bằng sút luân lưu | Trận đấu được quyết định bằng sút luân lưu |

| Năm           | Chủ nhà     | Vô địch           | Tỷ số              | Á quân              | Hạng ba                   | Tỷ số                     | Hạng tư                   | Số đội tham dự | Tham khảo     |
| ------------- | ----------- | ----------------- | ------------------ | ------------------- | ------------------------- | ------------------------- | ------------------------- | -------------- | ------------- |
| 2000 Chi tiết | Brasil      | Corinthians       | 0–0‡ (penalty 4–3) | Vasco da Gama       | Necaxa                    | 1–1‡ (penalty 4–3)        | Real Madrid               | 8              | [ 4 ] [ 5 ]   |
| 2005 Chi tiết | Nhật Bản    | São Paulo         | 1–0                | Liverpool           | Saprissa                  | 3–2                       | Al-Ittihad                | 6              | [ 6 ] [ 7 ]   |
| 2006 Chi tiết | Nhật Bản    | Internacional     | 1–0                | Barcelona           | Al Ahly                   | 2–1                       | Club América              | 6              | [ 8 ] [ 9 ]   |
| 2007 Chi tiết | Nhật Bản    | AC Milan          | 4–2                | Boca Juniors        | Urawa Reds Diamonds       | 2–2‡ (penalty 4–2)        | Étoile du Sahel           | 7              | [ 11 ] [ 12 ] |
| 2008 Chi tiết | Nhật Bản    | Manchester United | 1–0                | LDU Quito           | Gamba Osaka               | 1–0                       | Pachuca                   | 7              | [ 13 ] [ 14 ] |
| 2009 Chi tiết | UAE         | Barcelona         | 2–1 ·              | Estudiantes         | Pohang Steelers           | 1–1‡ (penalty 4–3)        | Atlante                   | 7              | [ 17 ] [ 18 ] |
| 2010 Chi tiết | UAE         | Inter Milan       | 3–0                | TP Mazembe          | Internacional             | 4–2                       | Seongnam Ilhwa Chunma     | 7              | [ 19 ] [ 20 ] |
| 2011 Chi tiết | Nhật Bản    | Barcelona         | 4–0                | Santos              | Al Sadd                   | 0–0‡ (penalty 5–3)        | Kashiwa Reysol            | 7              | [ 22 ] [ 23 ] |
| 2012 Chi tiết | Nhật Bản    | Corinthians       | 1–0                | Chelsea             | Monterrey                 | 2–0                       | Al Ahly                   | 7              | [ 24 ] [ 25 ] |
| 2013 Chi tiết | Maroc       | Bayern München    | 2–0                | Raja Casablanca     | Atlético Mineiro          | 3–2                       | Quảng Châu Hằng Đại       | 7              | [ 26 ] [ 27 ] |
| 2014 Chi tiết | Maroc       | Real Madrid       | 2–0                | San Lorenzo         | Auckland City             | 1–1‡ (penalty 4–2)        | Cruz Azul                 | 7              |               |
| 2015 Chi tiết | Nhật Bản    | Barcelona         | 3–0                | River Plate         | Sanfrecce Hiroshima       | 2–1                       | Quảng Châu Hằng Đại       | 7              |               |
| 2016 Chi tiết | Nhật Bản    | Real Madrid       | 4–2 ·              | Kashima Antlers     | Atlético Nacional         | 2–2‡ (penalty 4–3)        | Club América              | 7              |               |
| 2017 Chi tiết | UAE         | Real Madrid       | 1–0                | Grêmio              | Pachuca                   | 4–1                       | Al-Jazira                 | 7              |               |
| 2018 Chi tiết | UAE         | Real Madrid       | 4–1                | Al-Ain              | River Plate               | 4–0                       | Kashima Antlers           | 7              |               |
| 2019 Chi tiết | Qatar       | Liverpool         | 1–0                | Flamengo            | Monterrey                 | 2–2‡ (penalty 4–3)        | Al-Hilal                  | 7              |               |
| 2020 Chi tiết | Qatar       | Bayern München    | 1–0                | Tigres UANL         | Al-Ahly                   | 0–0‡ (penalty 3–2)        | Palmeiras                 | 7              |               |
| 2021 Chi tiết | UAE         | Chelsea           | 2–1 ·              | Palmeiras           | Al-Ahly                   | 4–0                       | Al Hilal                  | 7              |               |
| 2022 Chi tiết | Maroc       | Real Madrid       | 5–3                | Al Hilal            | Flamengo                  | 4–2                       | Al Ahly                   | 7              |               |
| 2023 Chi tiết | Ả Rập Xê Út | Manchester City   | 4–0                | Fluminense          | Al Ahly                   | 4–2                       | Urawa Red Diamonds        | 7              |               |
| 2025 Chi tiết | Hoa Kỳ      | Chelsea           | 3–0                | Paris Saint-Germain | Fluminense và Real Madrid | Fluminense và Real Madrid | Fluminense và Real Madrid | 32             |               |

### Thành tích theo câu lạc bộ
| Câu lạc bộ          | Vô địch | Á quân | Năm vô địch                  | Năm á quân |
| ------------------- | ------- | ------ | ---------------------------- | ---------- |
| Real Madrid         | 5       | —      | 2014, 2016, 2017, 2018, 2022 | —          |
| Barcelona           | 3       | 1      | 2009, 2011, 2015             | 2006       |
| Chelsea             | 2       | 1      | 2021, 2025                   | 2012       |
| Corinthians         | 2       | —      | 2000, 2012                   | —          |
| Bayern Munich       | 2       | —      | 2013, 2020                   | —          |
| Liverpool           | 1       | 1      | 2019                         | 2005       |
| São Paulo           | 1       | —      | 2005                         | —          |
| Internacional       | 1       | —      | 2006                         | —          |
| AC Milan            | 1       | —      | 2007                         | —          |
| Manchester United   | 1       | —      | 2008                         | —          |
| Inter Milan         | 1       | —      | 2010                         | —          |
| Manchester City     | 1       | —      | 2023                         | —          |
| Vasco da Gama       | —       | 1      | —                            | 2000       |
| Boca Juniors        | —       | 1      | —                            | 2007       |
| L.D.U Quito         | —       | 1      | —                            | 2008       |
| Estudiantes         | —       | 1      | —                            | 2009       |
| TP Mazembe          | —       | 1      | —                            | 2010       |
| Santos              | —       | 1      | —                            | 2011       |
| Raja Casablanca     | —       | 1      | —                            | 2013       |
| San Lorenzo         | —       | 1      | —                            | 2014       |
| River Plate         | —       | 1      | —                            | 2015       |
| Kashima Antlers     | —       | 1      | —                            | 2016       |
| Grêmio              | —       | 1      | —                            | 2017       |
| Al-Ain              | —       | 1      | —                            | 2018       |
| Flamengo            | —       | 1      | —                            | 2019       |
| Tigres UANL         | —       | 1      | —                            | 2020       |
| Palmeiras           | —       | 1      | —                            | 2021       |
| Al-Hilal            | —       | 1      | —                            | 2022       |
| Fluminense          | —       | 1      | —                            | 2023       |
| Paris Saint-Germain | —       | 1      | —                            | 2025       |

### Thành tích theo quốc gia
| Quốc gia    | Vô địch | Á quân |
| ----------- | ------- | ------ |
| Tây Ban Nha | 8       | 1      |
| Anh         | 5       | 2      |
| Brasil      | 4       | 6      |
| Ý           | 2       | —      |
| Đức         | 2       | —      |
| Argentina   | —       | 4      |
| DR Congo    | —       | 1      |
| Ecuador     | —       | 1      |
| Nhật Bản    | —       | 1      |
| Maroc       | —       | 1      |
| UAE         | —       | 1      |
| México      | —       | 1      |
| Ả Rập Xê Út | —       | 1      |
| Pháp        | —       | 1      |

## Số huy chương (2000–2025)
| Hạng                | Quốc gia                                   | Vàng | Bạc | Đồng | Tổng số |
| ------------------- | ------------------------------------------ | ---- | --- | ---- | ------- |
| 1                   | Tây Ban Nha (ESP)                          | 8    | 1   | 0    | 9       |
| 2                   | Anh (ENG)                                  | 5    | 2   | 0    | 7       |
| 3                   | Brasil (BRA)                               | 4    | 6   | 3    | 13      |
| 4                   | Ý (ITA)                                    | 2    | 0   | 0    | 2       |
| 4                   | Đức (GER)                                  | 2    | 0   | 0    | 2       |
| 6                   | Argentina (ARG)                            | 0    | 4   | 1    | 5       |
| 7                   | México (MEX)                               | 0    | 1   | 4    | 5       |
| 8                   | Nhật Bản (JPN)                             | 0    | 1   | 3    | 4       |
| 9                   | Maroc (MAR)                                | 0    | 1   | 0    | 1       |
| 9                   | Ả Rập Xê Út (KSA)                          | 0    | 1   | 0    | 1       |
| 9                   | Cộng hòa Dân chủ Congo (COD)               | 0    | 1   | 0    | 1       |
| 9                   | Ecuador (ECU)                              | 0    | 1   | 0    | 1       |
| 9                   | Các Tiểu vương quốc Ả Rập Thống nhất (UAE) | 0    | 1   | 0    | 1       |
| 9                   | Pháp (FRA)                                 | 0    | 1   | 0    | 1       |
| 15                  | Ai Cập (EGY)                               | 0    | 0   | 4    | 4       |
| 16                  | Costa Rica (CRC)                           | 0    | 0   | 1    | 1       |
| 16                  | New Zealand (NZL)                          | 0    | 0   | 1    | 1       |
| 16                  | Qatar (QAT)                                | 0    | 0   | 1    | 1       |
| 16                  | Colombia (COL)                             | 0    | 0   | 1    | 1       |
| 16                  | Hàn Quốc (KOR)                             | 0    | 0   | 1    | 1       |
| Tổng số (20 đơn vị) | Tổng số (20 đơn vị)                        | 21   | 21  | 20   | 62      |

### Thành tích theo liên đoàn
Các đại diện châu Phi xuất sắc nhất tính tới thời điểm hiện tại là TP Mazembe của Cộng hòa Dân chủ Congo và Raja Casablanca của Maroc. Đó là 2 đội duy nhất của châu Phi từng tham dự trận chung kết giải đấu, lần lượt vào các năm 2010 và 2013.
Kashima Antlers của Nhật Bản, Al-Ain của Các Tiểu Vương quốc Ả rập Thống Nhất và Al-Hilal của Ả Rập Xê Út là những đội châu Á có thành tích tốt nhất, giành vị trí á quân lần lượt vào các năm 2016, 2018 và 2022.
Các câu lạc bộ của México là Necaxa, Monterrey và Pachuca, cũng như Deportivo Saprissa của Costa Rica, từng đạt vị trí thứ 3. Đây là thành tích tốt nhất của các đại diện Bắc Mỹ.
Câu lạc bộ Auckland City của New Zealand đã một lần giành hạng 3 và là đội duy nhất của Châu Đại Dương lọt vào bán kết tính đến nay.
Đã có tổng cộng 4 câu lạc bộ ngoài châu Âu và Nam Mỹ tham dự trận chung kết.
| Liên đoàn | Vô địch | Á quân |
| --------- | ------- | ------ |
| UEFA      | 17      | 4      |
| CONMEBOL  | 4       | 11     |
| AFC       | 0       | 3      |
| CAF       | 0       | 2      |
| CONCACAF  | 0       | 1      |
| OFC       | 0       | 0      |
| Tổng cộng | 21      | 21     |

## Các giải thưởng
| Năm  | Quả bóng vàng      | Quả bóng bạc         | Quả bóng đồng          | Chiếc giày vàng                                                               | Phong cách           |
| ---- | ------------------ | -------------------- | ---------------------- | ----------------------------------------------------------------------------- | -------------------- |
| 2000 | Edílson            | Edmundo              | Romário                | Romário (3) Nicolas Anelka (3)                                                | Al-Nassr             |
| 2005 | Rogerio Ceni       | Steven Gerrard       | Cristian Bolaños       | Amoroso (2) Peter Crouch (2) Alvaro Saborio (2) Mohammed Noor (2)             | Liverpool FC         |
| 2006 | Deco               | Iarley               | Ronaldinho             | Mohamed Aboutrika (3)                                                         | Barcelona            |
| 2007 | Kaká               | Clarence Seedorf     | Rodrigo Palacio        | Washington (3)                                                                | Urawa Red Diamonds   |
| 2008 | Wayne Rooney       | Cristiano Ronaldo    | Damián Manso           | Wayne Rooney (3)                                                              | Adelaide United      |
| 2009 | Lionel Messi       | Juan Sebastián Verón | Xavi Hernández         | Denilson (4)                                                                  | Atlante              |
| 2010 | Samuel Eto'o       | Dioko Kaluyituka     | Andrés D'Alessandro    | Mauricio Molina (3)                                                           | Inter Milan          |
| 2011 | Lionel Messi       | Xavi                 | Neymar                 | Lionel Messi (2) Adriano (2)                                                  | Barcelona            |
| 2012 | Cássio             | David Luiz           | Paolo Guerrero         | César Delgado (3) Satõ Hisato (3)                                             | Monterrey            |
| 2013 | Franck Ribéry      | Philipp Lahm         | Mouhcie Iajour         | Ronaldinho (2) Darío Conca (2) César Delgado (2) Mouhcie Iajour (2)           | Bayern Munich        |
| 2014 | Sergio Ramos       | Cristiano Ronaldo    | Ivan Vicelich          | Serigo Ramos (2) Gareth Bale (2) Gerardo Torrado (2)                          | Real Madrid          |
| 2015 | Luis Suárez        | Lionel Messi         | Andrés Iniesta         | Luis Suárez (5)                                                               | Barcelona            |
| 2016 | Cristiano Ronaldo  | Luka Modric          | Gaku Shibasaki         | Cristiano Ronaldo (4)                                                         | Kashima Antlers      |
| 2017 | Luka Modrić        | Cristiano Ronaldo    | Jonathan Urretaviscaya | Maurício Antônio (2) Romarinho (2) Cristiano Ronaldo (2)                      | Real Madrid          |
| 2018 | Gareth Bale        | Caio                 | Rafael Santos Berré    | Gareth Bale (3) Rafael Santos Berré (3)                                       | Real Madrid          |
| 2019 | Mohamed Salah      | Bruno Henrique       | Carlos Eduardo         | Baghdad Bounedjah (3) Hamdou Elhhouni (3)                                     | Espéranncce de Tunis |
| 2020 | Robert Lewandowski | André-Pierre Gignac  | Joshua Kimmich         | André-Pierre Gignac (3)                                                       | Al-Duhail            |
| 2021 | Thiago Silva       | Dudu                 | Danilo                 | Romelu Lukaku (2) Raphael Veiga (2) Yasser Ibrahim (2) Abdoulay Diaby (2)     | Chelsea              |
| 2022 | Vinícius Júnior    | Federico Valverde    | Luciano Vietto         | Pedro (4)                                                                     | Real Madrid          |
| 2023 | Rodri              | Kyle Walker          | Jhon Arias             | Julián Álvarez (2) Karim Benzema (2) Ali Maâloul (2)                          | Al-Ittihad           |
| 2025 | Cole Palmer        | Vitinha              | Moses Caicedo          | Gonzalo Garcia (4) Marcos Leonardo (4) Serhou Guirassy (4) Angel Di Maria (4) | Bayern Munich        |

## Tiền thưởng
Trước đây, đối với từng đội, đội vô địch được nhận 5 triệu $, đội Á quân nhận 4 triệu $, đội hạng ba 2.5 triệu $, hạng tư 2 triệu $, hạng năm 1.5 triệu $, hạng sáu 1 triệu $ và đội hạng bảy nhận 500,000 $. Từ năm 2025 trở đi, sau khi giải đấu được mở rộng quy mô lên 32 đội, giải thưởng cho các đội tham gia cũng thay đổi đáng kể, cụ thể như sau:
| Vòng         | Tiền thưởng                                                           |
| Vòng bảng    | +2 triệu USD cho đội thắng hoặc +1 triệu USD cho mỗi đội khi hòa nhau |
| Vòng bát kết | +7.5 triệu USD cho các đội tham gia                                   |
| Vòng tứ kết  | +13.125 triệu USD cho các đội tham gia                                |
| Vòng bán kết | +21 triệu USD cho các đội tham gia                                    |
| Chung kết    | +30 triệu USD cho các đội tham gia                                    |
| Nhà vô địch  | +40 triệu USD                                                         |

Ngoài ra, các đội tham gia giải đấu còn nhận số tiền thưởng ban đầu tuy vào lục địa mà họ đại diện, cụ thể như sau:
| Đại diện đến từ châu lục           | Tiền thưởng           |
| Châu Âu                            | 12.81-38.19 triệu USD |
| Nam Mỹ                             | 15.21 triệu USD       |
| Bắc, Trung Mỹ và khu vực Caribbean | 9.55 triệu USD        |
| Châu Phi                           | 9.55 triệu USD        |
| Châu Phi                           | 9.55 triệu USD        |
| Châu Đại Dương                     | 3.58 triệu USD        |

Chelsea - nhà vô địch đầu tiên khi giải đấu thay thể phương thức đã nhận số tiền kỷ lục gần 115 triệu USD tiền thưởng.